# Zapadna Ukrajinska Narodna Republika
Zapadnoukrajinska Narodna Republika (ukr. Західно-Українська Народна Республика), skraćeno ZUNR; bila je ukrajinska država nastala 1918. na prostoru zapadne Ukrajine u predjelima istočne srednjoeuropske regije Galicije, Bukovine i Karpatske Ukrajine. Značajniji gradovi u sklopu ove države bili su Ljviv, Peremišl, Stanislaviv, Ternopilj, Kolomyja. Država je opstala svega do srpnja 1919. godine kada je ponovno ukorporirana u sastave današnje Poljske, Slovačke i Rumunjske.
Simboliku ove države predstavljala je današnja ukrajinska plavo-žuta zastava, s plavim poljem u gornjem dijelu zastave, a službeni grb je predstavljao žuti lav okrenut prema desno iznad kojeg se nalazio današnji službeni grb Ukrajine. Specifičnost zapadne ukrajinske države bila je u tome što je od samog početka vrlo tolerantno pristupila multikulturalnom okruženju Poljaka, Židova, Nijemaca i drugih naroda u kojem se našla i sastavila državni ukrajinski parlament koji je mogao biti primjer drugim naprednim europskim parlamentima. 

## Povijest Zapadnoukrajinske države

### Preuzimanje vlasti
Dok se ukrajinska nacija u političkom smislu razvijala u problematičnim okolnostima istočnog dijela zemlje, zapadni Ukrajinci kritizirali su austrijske vlasti tijekom zasjedanja u austrijskom parlamentu Reichsratu pokušavajući pridonijeti jačanju cjelokupnog ukrajinskog pokreta za uspostavljanje političke neovisnosti. Destabilizirana u vojnim porazima, Austro-Ugarska se tijekom listopada 1918. pokušala konsolidirati proglašavajući carsku transformaciju u slobodnu federaciju njezinih naroda. Dana 18. listopada 1918. ukrajinski zastupnici u Reichsratu i provincijalnim sredinama, zajedno s ostalim značajnim strankama, u Ljvivu su formirali Ukrajinsko nacionalno vijeće. To državno tijelo proglasilo je Ukrajinsku državu u sklopu Austro-Ugarske te je uključivalo istočnu Galiciju, sjevernu Bukovinu i Zakarpatje, odnosno prostor na kojemu su uglavnom živjeli Ukrajinci. 
Tijekom pregovora 31. listopada 1918. s austrijskim vlastima u Beču, grupacije Ukrajinske vojske preuzele su vlast u Ljvivu. Sljedeći dan Ukrajinsko nacionalno vijeće proglasilo je nezavisnu ukrajinsku državu, koja je nakon toga službeno nazvana Zapadnoukrajinska Narodna Republika. Mlada ukrajinska republika odmah se u startu suočila s otporom reformirane države Poljske. Poljaci su pretndirali zauzeti cijelu regiju Haličinu, uključujući i njezine istočne dijelove na kojima su živjeli Ukrajinci, ali i Poljaci kada je riječ o većim gradovima. Početkom studenog započeli su ulični prosvjedi i borbe u gradu Ljvivu, a 22. studenog 1918. Poljaci su nasilno počeli protjerivati sve Ukrajince iz većih gradova. Uslijedio je Ukrajinsko-poljski rat, kojim su Poljaci željeli spriječiti formiranje i razvijanje ukrajinske države.

### Stvaranje političke stabilnosti
Zapadnoukrajinska Narodna Republika imala je velike koristi od prethodno razvijenog ukrajinskog političkog života u sklopu Austro-Ugarske. Usprkos tome što je nova republika imala određene probleme s uspostavljanjem učinkovite administracije i rješavanjem socijalnih nemira postavljenih u drugi plan, zapadnoukrajinsko društvo postalo je jedinstveno u novom ratu protiv tradicionalne poljske okupacije. Ukrajinsko nacionalno vijeće potvrdilo je svoje članstvo na izborima koji su uslijedili u studenom 1918., nacionalni demokrati počeli su surađivati s radikalnom strujom, a uskoro republika je proglasila političke slobode i posebna prava za manjine. 
U budućem parlamentu između 266 zastupničkih mjesta, njih 66 je bilo predodređeno za Poljake, Židove i Nijemce. Ukrajinsko-židovski odnosi tijekom revolucije u zapadnoj Ukrajini ostali su prijateljski unatoč prethodnoj netrpeljivosti. Ipak, republika nije uspjela zadržati kontrolu nad svim ukrajinskim teritorijima te su Rumunji ubrzo okupirali ukrajinski dio regije Bukovina, a Zakarpatje je ostalo pod kontrolom Mađarske, naknadno uključeno u Čehoslovačku. Funkcionalna ukrajinska admnistracija uspostavljena je tek u istočnoj Galiciji. 

### Formiranje vojske
Od samih početaka Zapadnoukrajinska Narodna Republika se namjeravala priključiti ukrajinskoj državi UNR u istočnoj Ukrajini. Dana 22. siječnja 1919. u Kijevu je proglašeno ujedinjenje zapadne i istočne Ukrajine. Zapadna Ukrajina je zadržala svoju autonomiju i administrativnu strukturu u sklopu ujedinjene Ukrajine i unatoč primjetnim razlikama između političkih stajališta zapadnih moderata i istočnih socijalista, jedinstvo teritorija Ukrajine svi su podržavali i oko tog pitanja nije bilo daljnih rasprava. Ukrajinci su imali dva neugodna neprijatelja, Poljake na zapadnoj fronti i ruske boljševike na istočnoj fronti. Oba neprijatelja ili su željela uništiti mladu ukrajinsku državu ili su je vidjeli u teritorijalnom savezništvu s drugom državom odnosno Rusijom. 
Unatoč tome Ukrajinska država postala je nova respektabilna snaga na istoku Europe. Zahvaljujući svojoj tradiciji nacionalne organizacije, zapadni Ukrajinci su u novim uvjetima pridonijeli da Kijev dobije vrlo snažnu nacionalnu vojsku zvanu Ukrajinska Haličinska Armija (UHA). Vojnici UHA-e imali su iskustvo u gerilskim ratovima protiv Poljaka te su bili u stanju napraviti promjene u građanskom ratu protiv boljševika u istočnoj Ukrajini. Vojska je u svojim redovima uključivala mnogobrojne oficire iz Njemačke i Austrije te uspješne zapovjednike odnosno bivše carske generale poput Mihajla Omelianoviča-Pavlenka i Oleksandra Hrekova. Cjelokupna vojska već na samom početku je imala oko 60,000 ljudi da bi taj broj u kratkom roku narastao i do 75,000 vojnika. 

### Kobna Pariška konferencija 1919.
Ukrajinska vojska započela je kontraofenzivu u veljači 1919. kada je uspješno oslobodila dijelove zapadne Ukrajine i grad Ljviv. Ipak, Saveznici su u dogovoru s Poljskom na mirovnoj konferenciji u Parizu Ukrajinu predvidjeli kao zemlju kroz koju se komunizam može uvući u Europu. Kao protutežu Njemačkoj i boljševičkoj Rusiji, dozvoljeno je formiranje jake poljske vojske od 100,000 ljudi koji su trebali poraziti Ukrajince. Saveznici su borbu poljske vojske koju je predvodio general Józef Haller vidjeli kao borbu protiv boljševizma, no u stvarnosti rat se odvijao protiv Ukrajinaca. 
U lipnju 1919. ukrajinska vojska kod mjesta Čortkiv nakon iscrpnih borbi ostala je bez streljiva te je započela svoje povlačenje prema istočnoj Ukrajini. U prilog poljskoj vojsci išli su socijalni nemiri u zapadnoj Ukrajini koji su u proljeće 1919. iz drugog plana počeli izlaziti na površinu. Seljaci su prosvjedovali jer vlasti nisu započele s provedbom zemljišnih reformi, koje su trebale omogućiti dodjelu velikih zemljišnih posjeda seljačkoj klasi. Ukrajinsko nacionalno vijeće u travnju je pokrenulo reforme, ali se ponovljene odluke nisu mogle sprovesti u djelo prije završetka rata. 
Na drugoj strani Ukrajine, predsjednik vlade Direktorija Simon Petljura također je upozoravao zapadne Ukrajince da socijalni nemiri sa seljacima mogu nepovoljno presuditi rat. U zapadnoj Ukrajini uslijedili su nemiri i među radnicima koji su svoj ustanak napravili u gradu Dorohobiču. Svi socijalni nemiri u zapadnoj Ukrajini dodatno su oslabili stabilnost Ukrajinske Haličinske Armije, koja je već gubila borbu s Poljacima. 

### Nagovještaj građanskog rata
Dana 16. srpnja 1919. ukrajinska vojska povukla se preko rijeke Zbruč, koja je predstavlja bivšu granicu između Austro-Ugarske i Ruskog imperija. Prije samog događaja, Poljaci su sa Saveznicima uspjeli dogovoriti odobrenu okupaciju cijele Galicije, sve do rijeke Zbruč. Nakon što je zapadnoukrajinska vojska ušla u teritorij istočne Ukrajine, priključila se u borbi s direktorijskom vladom na malom borbenom prostoru sa središtem kod utvrde Kamjanec-Podiljskyj. Ondje su se zapadni i istočni Ukrajinci po prvi puta mogli ujediniti u zajedničkoj administrativnoj i vojnoj borbi. 
Ipak, nacionalni demokrat Jevhen Petruševyč, kojeg je Ukrajinsko nacionalno vijeće u lipnju 1919. postavilo za svojevrsnog autokratskog vođu zapadnih ukrajinskih provincija i vodstvo ukrajinske vlade Direktorija s druge strane nisu mogli usuglastiti zajedničku taktiku u borbi protiv različitih ideoloških neprijatelja. U najgorem slučaju, Zapadni Ukrajinci nisu mogli zamisliti primirje s Poljacima, dok su istočni Ukrajinci u Poljacima vidjeli potencijalnog prirodnog saveznika u borbi protiv boljševika. S druge strane, ukrajinski patrioti u istočnoj Ukrajini vidjeli su imperijalističku rusku Bijelu armiju kao smrtne neprijatelje, dok su ih zapadni Ukrajinci smatrali mogućim saveznikom u borbi protiv boljševika. U novoj složenoj situaciji, ukrajinska vojska sa svojstvenim ideološkim razlikama, iz početka je ratovala protiv zajedničkog neprijatelja odnosno boljševika. S pogoršanom situacijom, Ukrajinci su se uskoro našli usred građanskog rata, koji je oslabio obje strane i završio u tragičnoj zasjedi.

## Vanjske poveznice
- ZUNR na kanadskoj enciklopediji Ukrajine (eng.)
- Kratka povijest ZUNR (ukr.)  Arhivirana inačica izvorne stranice od 21. veljače 2009. (Wayback Machine)
- Opširna povijest ZUNR (ukr.)